# Luftsturmregiment 40

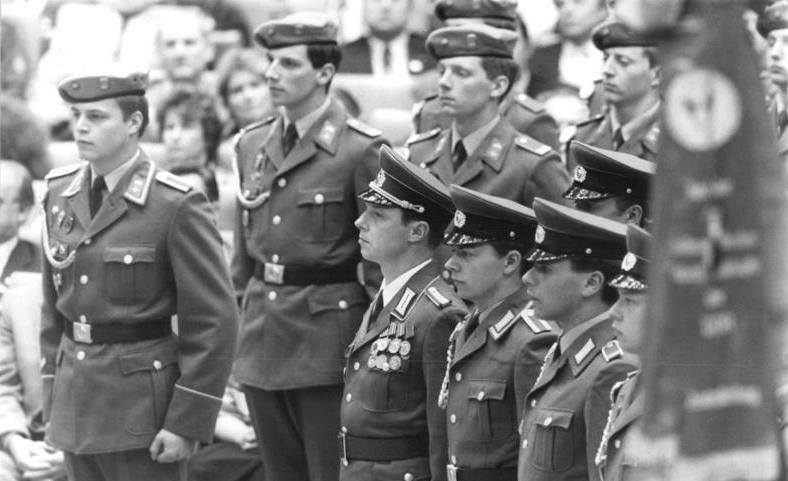
Abordnung von NVA-Fallschirmjägern (links) zum XI. SED-Parteitag

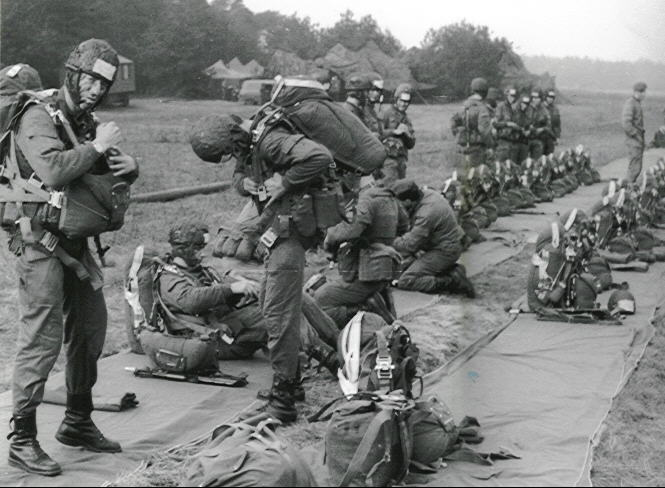
Angehörige der 2. Kompanie des Luftsturmregiments 40 beim Sprungdienst im Rahmen einer der jährlich stattfindenden Jug-Übungen

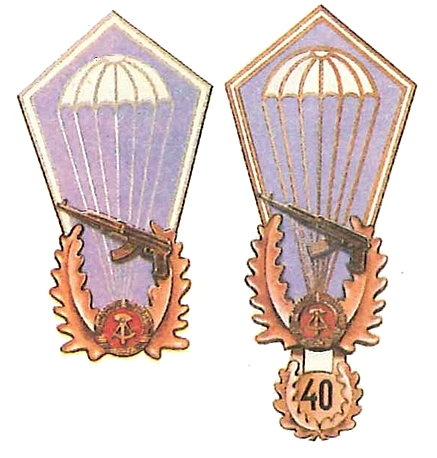
NVA-Fallschirmsprungabzeichen Grundversion bzw. 40 Sprünge

Das Luftsturmregiment 40 (LStR-40) war der einzige Luftlande-Truppenteil und, neben dem Kampfschwimmerkommando 18, eine von zwei Spezialeinheiten der Nationalen Volksarmee (NVA) der DDR. Es ging 1986 aus dem Fallschirmjägerbataillon 40 hervor. Am 6. Oktober 1969 erhielt es den Ehrennamen „Willi Sänger“.
1960 in Prora auf Rügen als Mot.-Schützenbataillon 5 aufgestellt, wurde der Verband mehrmals umbenannt und war ab 1972 dem Kommando Landstreitkräfte direkt unterstellt. Ab 1982 erfolgte die Verlegung auf den Truppenübungsplatz Lehnin bei Potsdam. Die Fallschirmjägerausbildungsbasis in Burg bei Magdeburg gehörte nicht zum LStR-40, sondern unterstand direkt dem Kommando Landstreitkräfte und war somit eine selbständige Einrichtung. Die Bezeichnung Fallschirmjägerausbildungsbasis 40 (FJABas-40, in der Truppe auch als FJAB-40 bezeichnet) trug den Tarnnamen „Huflattich“. Der Verband (LStR-40 war im Sprachgebrauch der NVA ein Truppenteil) wurde am 30. Juni 1991 in Lehnin aufgelöst, etwa ein halbes Jahr nach der Auflösung der NVA.

## Auftrag
Auftrag der Fallschirmjäger der NVA und ähnlicher Verbände in anderen Armeen des Warschauer Pakts war es, in rückwärtigen Gebieten des Gegners Ziele zu nehmen oder zu zerstören, den Nachschub und die Moral des Gegners zu beeinträchtigen sowie gegnerische Kräfte zu binden. Das Einsatzprofil beinhaltete im Wesentlichen die drei Kernbereiche militärische Aufklärung, Kommandoeinsätze und Spezialeinsätze. Hauptziel des Einsatzes war die Vernichtung von Massenvernichtungswaffen, insbesondere von Kernwaffeneinsatzmitteln (KWEM).

### Aufklärung
Unter militärischer Aufklärung wurden die Einsätze zur Gewinnung von Informationen in der operativen Tiefe des Gegners durch Beobachtung und Meldung mittels elektronischer Mittel zusammengefasst.
Bezogen auf den Standort, die Lage und die Einsatzart konnte dies beispielsweise beinhalten:
- die Beobachtung von militärischen, ökonomischen und administrativen (politischen, gesellschaftlichen) Zielen;
- das Ermitteln von Zielzuweisungsdaten zur Einsatzvorbereitung von Jagdbomberkräften (unter Zuhilfenahme von Forward Air Controllern) sowie detaillierter Daten und Informationen zur Vorbereitung von Artillerie- und Raketenschlägen;
- das Ausspähen der Heranführung gegnerischer operativer und strategischer Reserven (Häfen, Flugplätze, Eisenbahnanlagen) und die Richtungen ihrer Verlegung;
- das Überwachen gegnerischer V.I.P. und die Aufklärung gegnerischer Aufklärungskräfte im eigenen Hinterland.

### Kommandoeinsätze
Beim Kommandoeinsatz mit Handstreich, Hinterhalt oder Überfall wurde die Enttarnung der eingesetzten Fallschirmjäger billigend in Kauf genommen. Dabei wurde die vollständige Vernichtung des Überfallobjektes angestrebt, wodurch Spuren nicht zu vermeiden waren, und die mit großer Wahrscheinlichkeit für gegnerische Abwehrkräfte Ansatzpunkte gegen die handelnden Fallschirmjäger lieferten.
Auch deshalb waren Kommandoeinsätze bis ins Detail zu planen, wobei möglichst auch Worst-Case-Szenarien in Betracht zu ziehen waren. Ausweichen und die Rückführung der Einsatzkräfte waren dabei zu planen.
Für Kommandoeinsätze wurden unter anderem folgende Zielobjekte in Betracht gezogen:
- Kernwaffeneinsatzmittel und Artilleriesysteme, die zum Verschuss von Kernmunition geeignet waren.
- Gefechtsstände der gegnerischen Großverbände in der vermutlichen Hauptschlagrichtung gegen die eigenen Kräfte, oder die vermutlich der Hauptlast der gegnerischen Angriffskräfte ausgesetzt waren.
- Systeme der EloKa, Fliegerleitsysteme und Führungs- und Waffeneinsatzsystem der Luftwaffe.
- wichtige Waffensysteme (Aufklärungskomplexe, chemische Massenvernichtungswaffen, biologische Waffen usw.)
- Verkehrstechnische Einrichtungen wie Marschstraßen, Brücken (Viadukte bzw. Aquädukte), Staudämme, Verschiebebahnhöfe, E-Werke, Fernsehtürme, Hafenanlagen, Flugplätze
- Lager von operativer Bedeutung (Munitions-, Treibstoff- und andere Lager),
- wichtige Einzelpersonen oder Personengruppen im rückwärtigen Gebiet des Gegners
- Vernichtung oder Gefangennahme gegnerischer Kräfte im eigenen Hinterland.

### Spezialeinsätze
Spezialeinsätze sollten von besonders für den verdeckten Einsatz geschulten Soldaten durchgeführt werden und hätten in der Regel eine weitreichende operative Bedeutung gehabt. Mögliche Einsatzarten waren:
- Observierung hochgestellter Persönlichkeiten des militärischen und politischen als auch des wirtschaftlichen Lebens und
- bei Notwendigkeit Entführung solcher Persönlichkeiten oder deren Tötung
- Rückführung von für den Warschauer Pakt wichtigen Personen aus dem rückwärtigen Gebiet des Gegners
- verdeckte Handstreiche in Bunkern und besonders gesicherten Anlagen der militärischen, politischen und wirtschaftlichen Führung und Erfüllung von Aufgaben in diesen Anlagen
- Ausbildung, Beratung und Teilnahme an Einsätzen von in Illegalität handelnden Gruppen wie den K-Gruppen, auch auf eigenem, vom Feind besetzten Territorium.
- Handlungen in Spannungsperioden, vor Ausbruch eines Krieges, im rückwärtigen Gebiet des Feindes.
- Handlungen gegen Diversanten und andere kleinere, gegnerische Truppen auf eigenem Gebiet.

Anfang der 1960er Jahre als Fallschirmjägerbataillon aufgestellt, durchlief der Truppenteil aufgrund von Änderungen in der sowjetischen Militärdoktrin mehrere Umorganisationen und Umbenennungen. Ab Mitte der 1980er Jahre wurde er zum Regiment ausgebaut, wobei das ursprüngliche Konzept des Einsatzes in kleinen, unabhängigen Kampfgruppen nicht aufgegeben wurde.

## Organisation

### Kommandeure
| Dienstgrad     | Name              | Dienstzeit            | Bemerkung                                                                                      |
| -------------- | ----------------- | --------------------- | ---------------------------------------------------------------------------------------------- |
| Oberstleutnant | Ehrhard Bernhagen | ab 15. Februar 1962   | Erster Bataillonskommandeur                                                                    |
| Major          | Hubert Pardella   | ab 13. September 1962 | später Oberst                                                                                  |
| Hauptmann      | Egon Gleau        | ab 1. September 1966  | später Generalmajor Kdr. 4.MSD                                                                 |
| Oberstleutnant | Werner Schulz     | ab 15. April 1968     | später Major                                                                                   |
| Major          | Kurt Elsner       | ab 1. November 1971   |                                                                                                |
| Major          | Friedhelm Reddig  | ab 1. September 1973  | später Oberst                                                                                  |
| Major          | Michael Langer    | ab 1979               |                                                                                                |
| Oberstleutnant | Jürgen Flache     | ab 2. August 1981     | später Oberst                                                                                  |
| Major          | Klaus-Dieter Krug | ab 15. August 1983    | ab 1. Dezember 1986 erster Regimentskommandeur letzte Dienststellung: Stabschef einer Division |
| Major          | Frank Lippert     | ab 15. August 1988    |                                                                                                |
| Major          | Norbert Seiffert  | ab 15. September 1989 | letzter NVA-Kommandeur                                                                         |
|                |                   |                       |                                                                                                |
| Oberstleutnant | Harald Altmann    | bis 30. Juni 1991     | Auflösung                                                                                      |

In den Anfangsjahren war die Luftlandetruppe wie ein für die NVA typisches leichtes Schützenbataillon gegliedert, das als einzelne Kompanien oder als geschlossener Gesamtverband eingesetzt werden konnte. Im Laufe der Zeit entwickelten die Fallschirmjäger den Einsatz in kleinen Kampfgruppen – eine Taktik, die sich auch in ähnlichen Einheiten anderer Länder durchsetzte. Teams von fünf bis zwölf Soldaten wurden dabei eine oder mehrere begrenzte Aufgaben übertragen. In der NVA hieß das Konzept „Einsatzgruppentaktik“, die Verwendung mehrerer solcher Gruppen „koordinierter Einsatz“. Die Einsatzgruppen konnten die Stärke eines Fallschirmjägerzuges erreichen, wenn es der Auftrag erforderlich machte. In den Anfangsjahren des TT gab es in der NVA nur wenige Absetzflugzeuge. Das änderte sich mit der Schaffung der AN-26 Staffel in Dresden und der engen Zusammenarbeit des Fallschirmjägertruppenteils mit dem Transporthubschraubergeschwader 34 (Brandenburg-Briest). Bis etwa 1983 beschränkte sich die NVA-Fallschirmjägertruppe lange auf die Taktik der Einsatzgruppen und operierte damit wie eine Spezialeinheit. Besonderes Augenmerk wurde auf militärische Körperertüchtigung und Nahkampf sowie eine umfangreiche Schießausbildung gelegt. Den Einsatzgruppen wurden Spezialisten wie Einsatzgruppenfunker, Scharfschützen und Sprengtaucher mit einer halbjährigen Pioniertaucherausbildung in Havelberg bei der Taucherlehreinheit 40 (TLE-40) zugeordnet. Jährlich wurden 10 bis 15 Fallschirmsprünge während des Sprunglagers oder mehrtägiger Ausbildungen zumeist mit Rundkappenfallschirmen RS 3/8 absolviert. Hinzu kamen Ausbildungsabschnitte in der Funk-, Spreng-, Bergsteiger- und Skiausbildung. Die Leistungsfähigkeit der Truppe wurde halbjährlich durch das Kommando Landstreitkräfte überprüft.
Jeder Fallschirmjäger wurde in mehreren Verwendungen ausgebildet. Dazu fanden Lehrgänge statt, um die Fallschirmjäger weiter zu spezialisieren. In der Regel durchlief ein Soldat bei den Fallschirmjägern der NVA zusätzlich zu seiner normalen Ausbildung, innerhalb der drei Jahre mindestens einen, oft zwei oder drei Speziallehrgänge wie der
- Kfz- und panzertechnischer Lehrgang,
- Scharfschützenlehrgang,
- Taktiklehrgang,
- Nahkampflehrgang für Spezialisten (Erweiterung des normalen Nahkampfprogramms),
- Sanitätslehrgang (ebenfalls Erweiterung des normalen Ausbildungsprogramms),
- Lehrgang zur Aufklärung und Spezialtaktik der NATO-Streitkräfte.

Der Lehrgang über den Einsatz und Umgang mit Kernminen wurde hingegen von ganzen Dienstjahren gleichzeitig besucht.
Nach der Umstellung auf das sowjetische Luftsturmkonzept blieben Teile dieses Einsatzkonzeptes erhalten. Da außerdem weder der Verband, noch die Lufttransportkapazitäten entsprechend den Erfordernissen der neuen Doktrin wuchsen, änderte sich an den praktischen Einsatzmöglichkeiten nichts Wesentliches.
Die Fallschirmjäger waren bis 1972 dem Militärbezirk V (Nord) und danach direkt dem Kommando Landstreitkräfte (KdoLaSK) unterstellt. Der Tarnname des Luftsturmregiments 40 (LStR-40) lautete „Lötzinn“.

## Rekrutierung und Ausbildung

### Rekrutierung

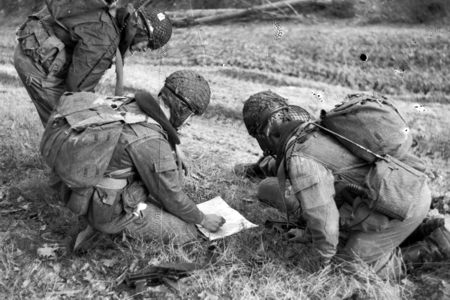
Kartenstudium während eines Marsches

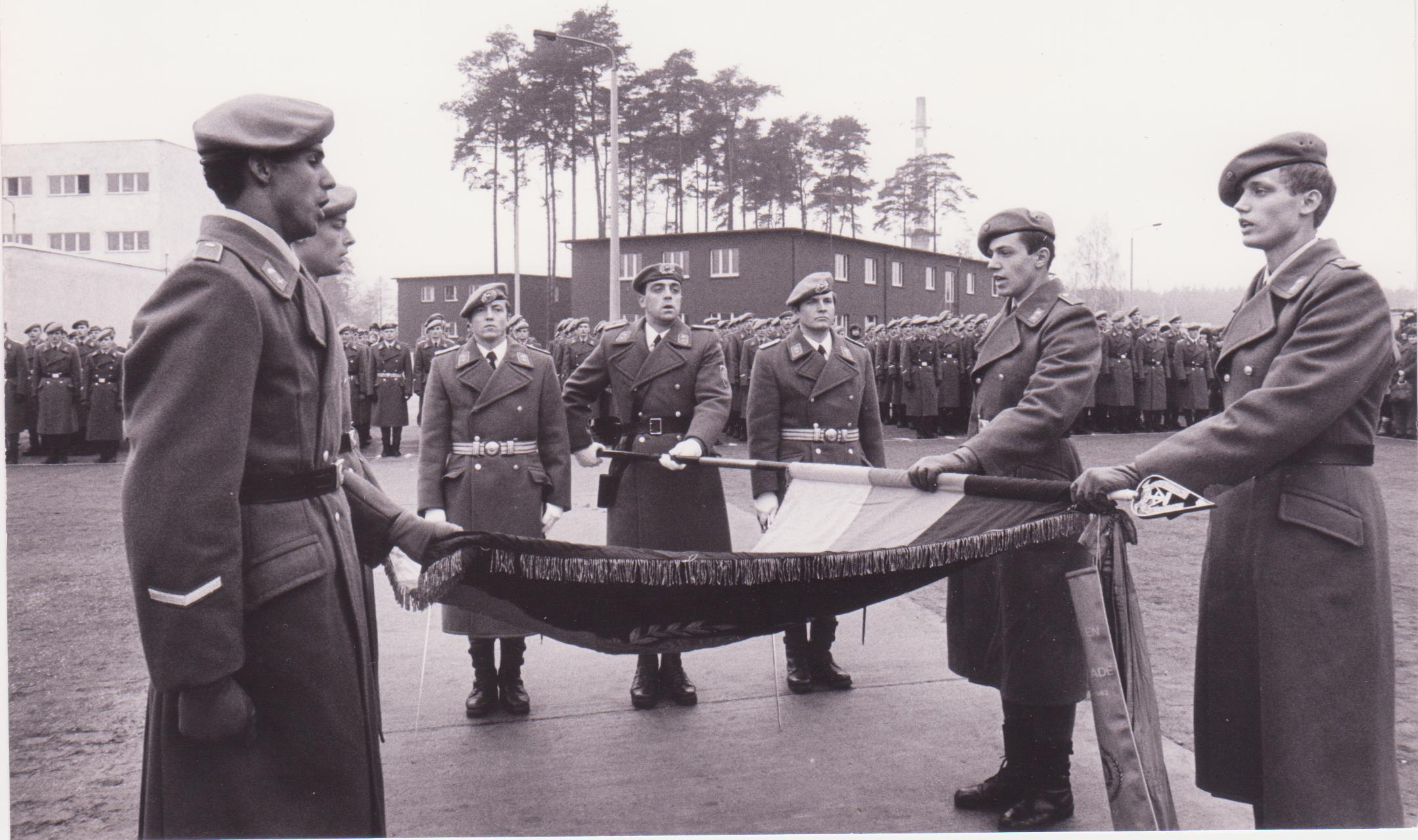
Soldaten werden im neu übernommenen Objekt in der Beelitzer Straße in Lehnin vereidigt.

Jeder Fallschirmjäger einer Kampfeinheit musste sich für mindestens drei Jahre verpflichten.
Jeder Fallschirmjäger in einer Fallschirmjäger- bzw. Luftsturmkompanie oder dem Sprengtaucherzug (später in Aufklärungszug umbenannt) war Freiwilliger. Spätestens bei der Musterung musste ein Wehrpflichtiger, wie bei der Bundeswehr auch, den Wunsch äußern zu dieser Truppe zu kommen und wurde auf Sprungtauglichkeit untersucht. Bei Tauglichkeit wurde er zu dem in seiner Nähe befindlichen Bezirksausbildungszentrum (BAZ) der GST delegiert und bekam dort die Ausbildung der GST für die Laufbahn Fallschirmjäger. Das geschah in den Sommermonaten von April bis Oktober, je eine Woche im Monat unter Befreiung von Schule oder Lehre. Hier führten meist ehemalige Fallschirmjäger der NVA die Ausbildung mit den Jugendlichen durch.
Die Ausbildung beinhaltete lange Geländeläufe und Märsche sowie den Umgang mit Karte und Kompass allein oder in der Gruppe, Tastfunkausbildung (nur Geben von Zahlen), Schießausbildung mit Kleinkaliberwaffen, Überwinden der Sturmbahn und unterschiedlicher Hindernisse. Hinzu kam die Fahrschulausbildung für die Klassen 5 und 1 (LKW und Motorrad). Wer diese Ausbildungen nicht vor Dienstantritt absolvierte, wurde selten in den Truppenteil einberufen.
In der Ausbildung mit Theorie und Praxis des Fallschirmsprungs mussten die Jugendlichen ihre Fallschirme, den Rundkappenschirm selber packen (es wurden im Laufe der Jahre unterschiedliche Schirmtypen genutzt – PD-47, RS 4/3, RS 4/5, RS-8 und nach Ablegung der Fallschirmsprunglizenz diverse Sportfallschirme, die denen der NVA ähnelten). Die Jugendlichen mussten zwölf Fallschirmsprünge absolvieren, um die Grundausbildung erfolgreich abzuschließen. Die Ausbildung fand in den Bezirksausbildungszentren der Bezirke der DDR statt. Kurze Zeit versuchte man, die Sprungausbildung für alle zukünftigen Fallschirmjäger an der Fallschirmsprungschule der Gesellschaft für Sport und Technik in Halle-Oppin durchzuführen. Das bewährte sich nicht, und man ging wieder dazu über, die Ausbildung in den BAZ durchzuführen.
In der Versorgungseinheit mit Köchen, Kraftfahrern, Kfz-Schlossern und Tankwarten des Fallschirmjägerverbandes dienten auch Soldaten im Grundwehrdienst von 18 Monaten. Mit Aufstockung des FJB zum LStR wurde unter anderem eine schwere Kompanie aufgestellt, die mit Panzerabwehrlenkraketen und Granatwerfer ausgerüstet war. Die hier dienenden Soldaten wurden nicht mit dem Fallschirm abgesetzt, waren im Gefecht durch UAZ beweglich und wurden deshalb mit Hubschraubern angelandet.
Im Reservistenausbildungszug wurden ehemalige Fallschirmjäger regelmäßig zum Reservistendienst eingezogen und hielten innerhalb von drei Monaten ihre Wehrkraft aufrecht.

### Ausbildung
Die Fallschirmjäger der NVA wurden bis Mitte der 1980er Jahre nur in der Einsatzgruppentaktik ausgebildet. Ab 1986 wurde mit der Ausbildung zur Luftsturmtaktik begonnen, wobei die Elemente der Einsatzgruppentaktik beibehalten wurden.
Die Einsatzgruppe (EG) war eine andere Bezeichnung für ein Team, Kommando, Gruppe oder eine ähnliche militärische Formation, die meistens im rückwärtigen Gebiet des Gegners (rGG) Aufgaben zu erfüllen hatte.
Die Einsatzgruppe bestand üblicherweise aus bis zu zwölf Soldaten, konnte jedoch auch aus nur einem Trupp mit drei bis vier Soldaten bestehen. War die Einsatzgruppe größer, nannte man hinter der Einsatzgruppe die Größenbezeichnung – z. B. „Einsatzgruppe - Zug“ oder „Einsatzgruppe - Kompanie“.
Die Taktikausbildung war sehr vielfältig und begann bei den Fallschirmjägern der NVA mit der normalen Grundausbildung, wie sie jeder Soldat der NVA hinter sich bringen musste. Die Taktikausbildung der Fallschirmjäger beinhaltete neben den allgemein-militärischen Grundfertigkeiten des Einzelschützen unter anderem die Gefechtsausbildung, den Gefechtsdienst sowie den Sprungdienst.
Wo es möglich war, flossen bereits hier spezielle Elemente der Fallschirmjägertaktik ein. Nach Absolvierung der Grundausbildung begann die spezialtaktische Ausbildung der Fallschirmjäger, die wiederum über die Einzelausbildung zur Gruppenausbildung bis zur Geschlossenheit einer Fallschirmjägerkompanie führte. Da die Soldaten des einzigen Fallschirmjägertruppenteils der NVA alle mindestens drei Jahre ihren Wehrdienst im Fallschirmjägerbataillon oder ab 1986, im Luftsturmregiment absolvierten, war viel Zeit um gründlich, intensiv und individuell auszubilden. Viele Soldaten erhielten eine oder mehrere Spezialisierungen, die in Lehrgangsform mit anschließender permanenter Anwendung zur Erhaltung des Gelernten und zur Vervollständigung des Wissens und Könnens, in der Praxis angewandt wurden.
Diese Spezialisten wurden in folgenden Schwerpunkten ausgebildet:
- Waffenspezialist bzw. Scharfschütze
- Sprengspezialist (auch ausgebildet im Anfertigen oder Auffinden versteckter Ladungen)
- Nachrichtenspezialist (tragbare Funktechnik aller Art)
- Kfz-Spezialist
- Sanitäter
- Nahkampf in der nordkoreanischen Kampftechnik Kyŏksul (eingeführt 1988), vorher Sambo
- Topographiespezialist (Spezialist zur Einschätzung von Geländen)
- Sprachspezialist (vor allem englischer Sprachraum)
- Gegnerspezialist (hohe Kenntnisse von Strukturen, taktischen Zeichen und Kampfmitteln der NATO-Streitkräfte, Erkennen von Zusammenhängen des feindlichen Aufbaus der Gefechtsordnung, Kdo-Höhe und Aufbau von Gefechtsständen, Startbatterien, U-Räumen usw.)

Die Taktikausbildung umfasste mit etwa 550 Ausbildungsstunden pro Dienstjahr den größten Stundenanteil der verplanten Ausbildungsstunden. In fast jede andere Ausbildung, die außerhalb der Kasernenanlage führte, flossen Elemente der Taktikausbildung ein, wie beispielsweise die Art der Bewegung oder aber das ständige Beobachten und permanente Bereithalten der persönlichen Bewaffnung.
Der Fallschirmjäger der NVA erhielt eine intensive Ausbildung für Gefechtshandlungen in bebauten Gebieten und im bewaldeten Mittelgebirge. Sie besaßen eine amphibische Komponente und waren befähigt, selbständig oder im kleinen Team, Gefechtshandlungen im begrenzten Rahmen zu erfüllen, unerkannt in das rGG einzudringen, den gestellten Auftrag und bei Notwendigkeit eine nächste Aufgabe zu erfüllen. Sie waren dafür ausgebildet zu den eigenen Truppen zurückzukehren.
Mit Einführung der Luftsturmtaktik ab 1986 erweiterte sich das Handlungsspektrum der Fallschirmjäger der NVA. Durch Zuführung (mittel-)schwerer Waffen, wie rückstoßfreier Geschütze, Panzerabwehrlenkraketen und Granatwerfer (Mörser) sowie einer gesteigerten Luftanlandefähigkeit mittels Hubschrauber und Verbringung der schweren Waffen auf das Gefechtsfeld der Fallschirmjäger, waren sie in der Lage, größere Schlüsselgelände bzw. -objekte tief im rückwärtigen Gebiet des Gegners einzunehmen und zu halten, bis Entsatz kam oder die Aufgabe mit Rückführung des Personalbestandes und Technik erfüllt war. Da die schwere Technik oft auf UAZ (Geländewagen) montiert war, erhöhte sich die Beweglichkeit der Fallschirmjäger enorm, und es war angedacht und in einer taktischen Übung bewiesen, dass die Fallschirmjäger im Rahmen einer Operativen Manövergruppe (OMG) einer Panzerdivision (seltener MotSchützendivision) Handlungen als Streifzugabteilung durchführen konnte. Hierbei wurden in einem Handlungsstreifen gegnerische Objekte aufeinander folgend vernichtet, um der nachfolgenden verstärkten Division bestimmte Wege zu ebnen bzw. erkannte gefährliche Objekte wie z. B. Kernwaffeneinsatzmittel, Führungsstellen, operative Lager des Gegners, Mittel der Elektronischen Kampfführung kampfunfähig zu machen.

## Ausrüstung
Die Luftlandetruppe der NVA besaß während der gesamten Zeit ihres Bestehens nur leichte Waffen. Sie verwendete weitgehend das Material, das auch in anderen Truppenteilen zum Einsatz kam. Lediglich bei den Uniformen gab es Abweichungen und durch den Einsatz bedingte Eigenentwicklungen.

### Bewaffnung

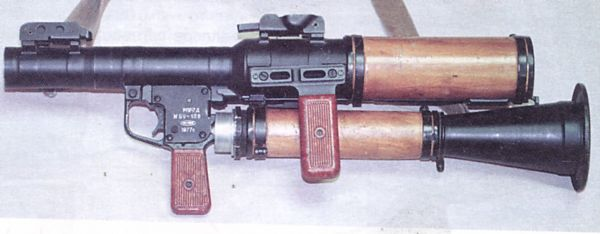
RPG-7D vom Luftsturmregiment.

Standardbewaffnung der Fallschirmspringer war die Maschinenpistole KMS-72. Sie wurde Anfang der 1960er-Jahre eingeführt, verschoss Munition des Kalibers 7,62 × 39 mm, besaß eine nach rechts beiklappbare Schulterstütze und ein aufpflanzbares Bajonett. Die verwendeten Waffen wurden in der DDR in Lizenz produziert. Ab 1985 erfolgte eine Umrüstung auf den Nachfolger, die AKS-74N im Kaliber 5,45 × 39 mm.
Als Gruppen-MG dienten leichte Maschinengewehre. Anfangs war dies das RPD, später das lMG-K (7,62 × 39 mm), das wiederum vom lMG-K74 im Kaliber 5,45 × 39 abgelöst wurde. Jede Fallschirmjägergruppe führte außerdem zwei Panzerfäuste des Typs RPG-2, beziehungsweise in späteren Jahren entweder die RPG-7D – in zwei Teile zerlegbar – oder die RPG-18 während des Marsches mit.
Zum Kampfsatz jedes Soldaten gehörten außerdem die Splitterhandgranaten F-1, RGD-5 oder HG4 und ein Kampfdolch oder Kappmesser. Als Pistole stand – wie in allen Armeen des Warschauer Vertrages – die Makarow PM im Kaliber 9 × 18 mm zur Verfügung.
Für spezielle Aufgaben nutzte die Truppe das Dragunow-Scharfschützengewehr SWD. Ab 1985 wurde die AKS-74N als Zielfernrohrwaffe in der Einsatzgruppe genutzt. Mit ihr sollten Ziele bis auf 600 m Entfernung sicher bekämpft werden.
In den Anfangsjahren als mot.-Schützenbataillon MSB 5 und wieder nach der Umstrukturierung 1986 zum LStR waren schwere Unterstützungswaffen im Truppenteil vorhanden. Dazu gehörten der 82-mm-Granatwerfer M-43 und die rückstoßfreien Geschütze RG-82 im Kaliber 82 mm und RG-107 im Kaliber 107 mm sowie die Panzerabwehrlenkrakete 9K115-2 Metis-M. Die rückstoßfreien Geschütze verschossen Hohlladungs- beziehungsweise Sprenggranaten. Daneben gab es noch ein rückstoßfreies Geschütz vom Kaliber 73 mm des Typs SPG-9D. Einige davon waren auf Geländewagen (UAZ-469) montiert und wurden von diesen aus eingesetzt. Für die Panzerbekämpfung wurden 1986 die sowjetischen Lenkwaffen 9K111 Fagot und 9K115 Metis eingeführt. Für die Flugabwehr wurden die schultergestützten Infrarotraketen 9K32 Strela-2 verwendet.
In den Einachsgabelhängern der Einsatzgruppe, in denen die Fallschirmtechnik (12 komplette Ausrüstungen) transportiert wurde, befand sich der gesamte Kampfsatz der Einsatzgruppe sowie verschiedene Sprengmittel (Spreng- und Zündschnur, Initialzünder bspw. Sprengkapsel Nr. 8 mit Sofortzündung oder mit Millisekundenverzögerung sowie die Sprengstoffe TNT, PLNP-10 bzw. Semtex H).

### Transportkraftfahrzeuge

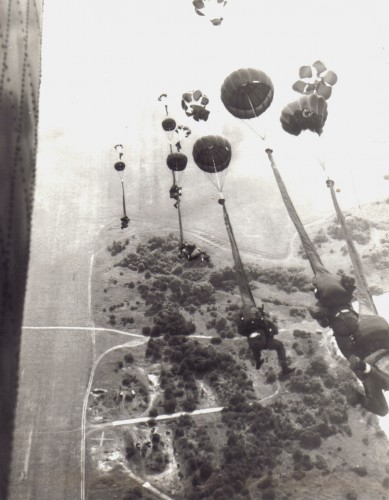
Soldaten des Luftsturmregiments springen aus einer Antonow An-8.

Geländefahrzeuge aus DDR-Produktion dienten zum Landtransport, später auch solche aus sowjetischer Herstellung. Anfangs waren es der GAZ-69 und der P3, später vor allem der UAZ-469. Außerdem nutzte man die in der NVA gebräuchlichen Lastkraftwagen, beispielsweise W 50 und Motorräder.

### Transportluftfahrzeuge
Während der gesamten Zeit stellte die mangelnde Lufttransportkapazität der NVA ein die Einsatzfähigkeit stark limitierendes Problem dar. Die Zahl der zur Verfügung gestellten Flugzeuge und Hubschrauber war zu keinem Zeitpunkt ausreichend. Und auch wenn es theoretisch Maschinen gab, die sehr große Ladungen transportieren konnten, reichte der Transportraum nicht für schwere Waffen oder für die Bewegung in großen Verbänden. Eingesetzt wurden vor allem die sowjetischen Flugzeuge Il-14, An-8, An-12, An-26 und An-2, später auch Hubschrauber des Typs Mi-4 und Mi-8. Das größte vorhandene Transportflugzeug war die An-22, die 150 Fallschirmspringer befördern und absetzen konnte. Da die Fallschirmjäger der NVA in jedem Falle im Bestand der vereinten Streitkräfte (siehe Warschauer Pakt) gehandelt hätten, wären Flugzeuge der Sowjetischen Armee zum Einsatz gekommen, wenn keine Absetzmaschinen der NVA zur Verfügung gestanden hätten. Oft genug wurde aus diesen Flugzeugen während der Ausbildung in den Sprunglagern gesprungen.
Die An-26 der in Dresden stationierten Transportfliegerstaffel 24 wäre das wahrscheinlichste Einsatzabsetzflugzeug der NVA-Fallschirmjäger gewesen. Diese Maschine konnte 30 voll ausgerüstete Fallschirmjäger an den Absetzpunkt transportieren und wahlweise aus 7000 m bis auf 250 m bei einer Geschwindigkeit von bis zu 350 km/h absetzen.

### Fallschirme

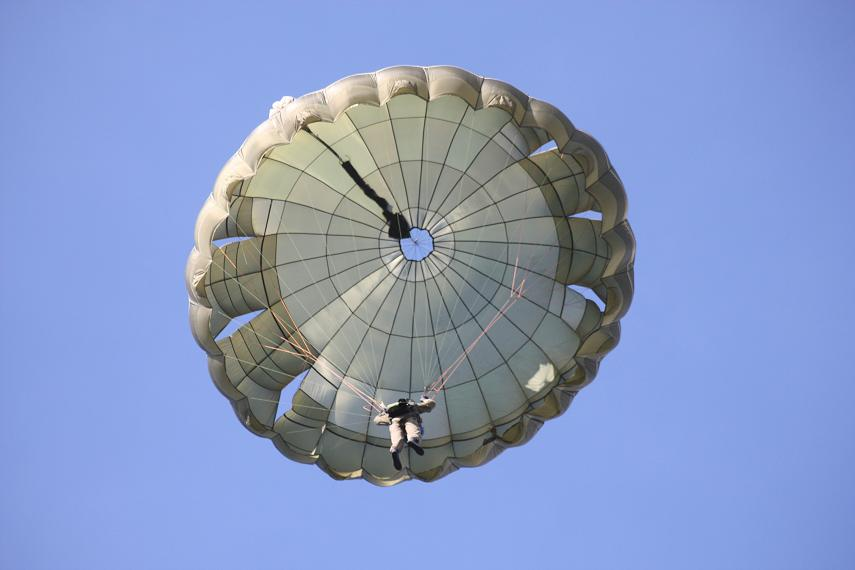
Ein Soldat des Luftsturmregiments 40 springt mit dem RS 9/2 A.

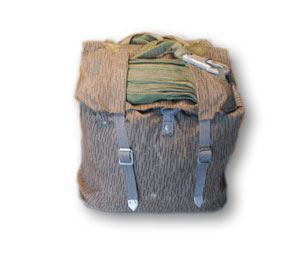
Fallschirmjägertornister des Luftsturmregiments 40

Der überwiegende Teil der Zeit- und Berufssoldaten hatte vor seinem Eintritt in das FJB bereits bei der Gesellschaft für Sport und Technik mindestens die Grundausbildung mit 12 Sprüngen absolviert; viele auch HALO-Freifallsprünge aus größeren Höhen unterhalb der Sauerstoffgrenze. Die Einsatzgruppen der Fallschirmjäger der NVA sprangen grundsätzlich im stabilisierten Freifall. Dazu wurde der Springer durch einen Hilfsfallschirm (etwa 0,8 m² Kappenfläche) nach Verlassen des Flugzeuges in der Luft stabilisiert. Der Soldat öffnete dann erst in der befohlenen Öffnungshöhe manuell durch einen Aufziehgriff das Hauptgerät. Diese Fallschirme gehörten alle der RS-Serie für Rundkappenschirme an. Diese wurden im fallschirmtechnischen Betrieb VEB Seifhennersdorf gefertigt und konnten sowohl automatisch mit Aufziehleine als auch manuell gesprungen werden. In der Ausbildung sprangen die Fallschirmjäger der Fallschirmjägerkompanien aus Höhen bis zu 1600 m und fielen 20 Sekunden im stabilisierten Fall.
Bei Sprüngen aus 300 m dauerte der stabilisierte Fall drei Sekunden, bevor der Fallschirm öffnete. Alle Fallschirme waren mit dem Öffnungsautomaten (KAP-3) ausgerüstet, der den Fallschirm selbständig öffnete, wenn der Springer den Schirm nicht manuell auslöste. Der zuletzt gesprungene Rundkappenschirm der NVA war der RS 9/2 A, zusammen mit dem Reservegerät BE-8. Das Luftsturmregiment 40 war auch partiell mit Gleitschirmsystemen ausgerüstet, die seit Ende der 1970er Jahre eingesetzt wurden. Dabei handelte es sich um die Typen RL-10/2 ST und RL-12/2 ST. Mit diesen Systemen konnten die Soldaten im Gleiteinsatz (HAHO-Verfahren) weiter in das rückwärtige Gebiet des Gegners vordringen und punktgenau landen. Diese Fallschirmsysteme wurde aber nur von den Spezialisten der Fallschirmjäger gesprungen sowie den dazu befähigten Berufssoldaten und den Angehörigen des Fallschirmdienstes. Sauerstoffsprünge fanden nicht statt.

### Uniformen
Die Uniformen der Fallschirmjäger basierten auf denen der Wehrmacht, die weiterentwickelt und an sowjetische Uniformierungsprinzipien angepasst worden waren. Da die Fallschirmjäger der NVA zu den Landstreitkräften gehörten, trugen sie deren Uniformen. In den Anfangsjahren trugen sie den Felddienstanzug für Aufklärer der NVA. Er bestand aus einer Jacke (mit Kapuze) und einer Hose, beide in Tarnmuster auf blaugrauem Grundton. Schnürschuhe ersetzten die sonst üblichen Stiefel, eine Lederhaube den Stahlhelm. In späteren Jahren wurde der Luftlandehelm der polnischen Fallschirmjäger eingeführt, der über Ohrenklappen verfügte. 1964 bekamen die Fallschirmjäger eine eigene Ausgehuniform. Sie unterschied sich durch das Barett (1969) und die Kragenspiegel (silberfarbener Fallschirm über einer Schwinge, siehe Abbildung), die in oranger Waffenfarbe gehalten waren. Auf der Dienstuniform waren diese Kragenspiegel angebracht und es wurde ein steingraues Barett sowie geschnürte Sprungstiefel getragen.
Nach fünf Sprüngen wurde das Fallschirmsprungabzeichen verliehen. Zusätzliche Anhänger gab es für die jeweils erreichte Sprunganzahl mit 10; 25, 30; 35; 40; 50; 75; 100; 150 und dann in weiteren 50er Schritten. 1972 befahl der Minister für Nationale Verteidigung aufgrund von so genannten Neuerer-Vorschlägen aus der Truppe die Überarbeitung der Uniform. Der neue Kampfanzug bestand aus vier Teilen (Jacke, Hose, Kampfweste, Regenjacke), bedruckt im sogenannten Strichtarnmuster. Kennzeichen der Fallschirmjäger der NVA war ihr besonderer, enganliegender Fallschirmspringerhelm aus polnischer Produktion. Die Ausrüstung damit erfolgte ab 1975.

### Kampfweste
Die Kampfweste war eine ebenfalls in Strichtarnmuster gehaltene Weste, die anfangs durch drei, ab Mitte der 1980er Jahre durch zwei kleine Karabinerhaken verschlossen wurde. Das Koppel war permanent in die Weste eingezogen, so dass der Fallschirmjäger in Sekunden seine Ausrüstung an- oder ablegen konnte. An der Kampfweste waren Taschen aufgenäht, in der alle notwendigen Geräte und Mittel, die nicht im Tornister verpackt waren, untergebracht wurden. So war die Magazintasche für 4 Magazine (auch die LMG-Magazintasche war beim LMG-Schützen aufgenäht) vorne rechts angebracht. Links befand sich die Tasche für die Truppenschutzmaske (Gasmaske). Hinten, auf dem Gesäß, waren weitere kleinere Taschen aufgenäht, die andere Gegenstände aufnehmen konnten. Auf dem Rücken befand sich ein Rucksack, in dem die Zeltplane oder Munition und Sprengkörper verstaut werden konnten. Zwei Karabinerhaken über dem Rucksack waren für die Aufnahme des Schutzbekleidungsanzugs vorgesehen. In den Brusttaschen wurden Kompass, Schreibzeug und ähnliches mitgeführt. Im Inneren der Kampfweste war eine Tasche für die Pistole vorhanden. Tarnschlaufen waren vorhanden und dienten auch zum Anbringen von Handgranaten und anderer Ausrüstung.

## Geschichte
Die sowjetische Armee war die erste, die in den zwanziger Jahren Fallschirmtruppen erprobte und auch offiziell aufstellte. Während des Zweiten Weltkriegs setzte das Deutsche Reich erstmals Fallschirmjäger kriegsmäßig ein, während die Westalliierten erst später entsprechende Verbände aufstellten und zum Einsatz brachten. Die sowjetische Armee bildete deutsche Kommunisten zu Fallschirmagenten aus, die im Reichsgebiet und in den von der Wehrmacht eroberten Gebieten Spionage und Sabotage betrieben.
Überlebende dieser Einheiten wurden beim Aufbau der Fallschirmeinheiten der NVA und des Ministeriums für Staatssicherheit herangezogen. Außerdem nutzte man die Erfahrungen von Fallschirmjägern der Wehrmacht. Ab 1952 bot die Gesellschaft für Sport und Technik der DDR Fallschirmspringen als Wehrsport in der vormilitärischen Ausbildung der DDR an. Somit stand bei der Gründung der NVA 1956 bereits ein im Fallschirmspringen erfahrener Kader zur Verfügung. Ein Teil davon diente in den ersten Jahren noch in den Fernaufklärungseinheiten der NVA.

### Namensänderungen
| Lfd.Nr. | Name (Abkürzung)                     | Datum            |                                   |
| ------- | ------------------------------------ | ---------------- | --------------------------------- |
| 1.      | Mot.-Schützenbataillon 5 (MSB-5)     | ab 1. März 1960  | Direktunterstellung dem Kdo. MB-V |
| 2.      | Fallschirmjägerbataillon 5 (FJB-5)   | 15. Februar 1962 |                                   |
| 3.      | Fallschirmjägerbataillon 2 (FJB-2)   | 1. Dezember 1971 |                                   |
| 4.      | Fallschirmjägerbataillon 40 (FJB-40) | 8. November 1972 | Umunterstellung zum Kdo. LaSK     |
| 5.      | Luftsturmregiment 40 (LStR-40)       | 1. Dezember 1986 | Aufwuchs zum Regiment             |

### 1960 bis 1972
Ab Ende der fünfziger Jahre gab es Überlegungen innerhalb der NVA und anderer Armeen des Warschauer Pakts, Luftlandeeinheiten aufzustellen. Die maßgebliche Forderung dazu kam schließlich aus der Sowjetunion, nicht zuletzt da die Bundeswehr ab 1955 begann, Luftlande- und Fallschirmjägereinheiten aufzustellen.
Am 1. März 1960 wurde in Prora auf Rügen das Motorisierte Schützenbataillon 5 (MSB-5) aufgestellt. Seine Aufgabe war es, schnellstmöglich eine Fallschirmausbildung zu sichern. Mittelfristig sollten ständig 300 Fallschirmjäger zur Verfügung stehen und langfristig ein ganzes Regiment. Sowohl der Name als auch die Stationierung in den abgelegenen Kasernen auf Rügen – die einst ein Hotel der nationalsozialistischen Organisation Kraft durch Freude (KdF) werden sollten – dienten der Geheimhaltung.
Im September 1961 nahm die Einheit den Sprungbetrieb auf, abgesetzt wurde aus Maschinen des Typs IL-14. Sie kamen, genau wie der Rest der Ausrüstung, aus der Sowjetunion. Die ersten beiden Fallschirmspringerkompanien bestanden aus jeweils 80 Soldaten, die in je drei Zügen zu drei Gruppen organisiert waren.
Am 15. Februar 1962 wurde der Verband umbenannt in Fallschirmjägerbataillon 5 (FJB-5). Er unterstand der NVA, die ihn als eigenständige Waffengattung führte. Ab diesem Jahr nahm die Einheit an Übungen des Warschauer Pakts teil. Im Jahr darauf wurden Veränderungen der Uniform genehmigt, darunter ein graues Barett für den Dienst. Auf das Tragen des Stahlhelms wurde verzichtet. Ab 1969 gehörte zur Ausgeh- und Paradeuniform ein rotes Barett.

### 1972 bis 1986

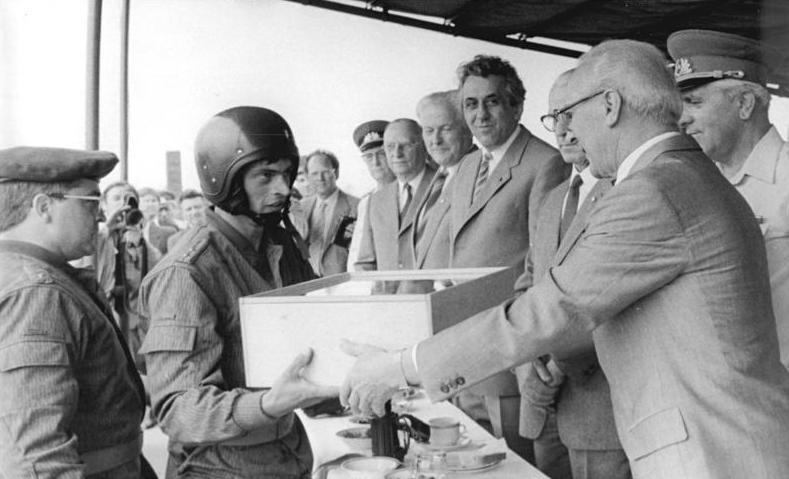
Erich Honecker auf Truppenbesuch 1984

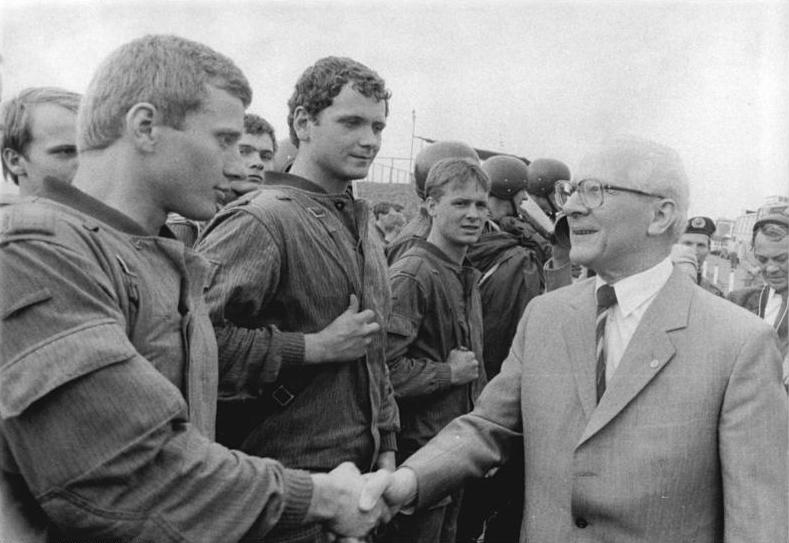
Erich Honecker auf Truppenbesuch 1984

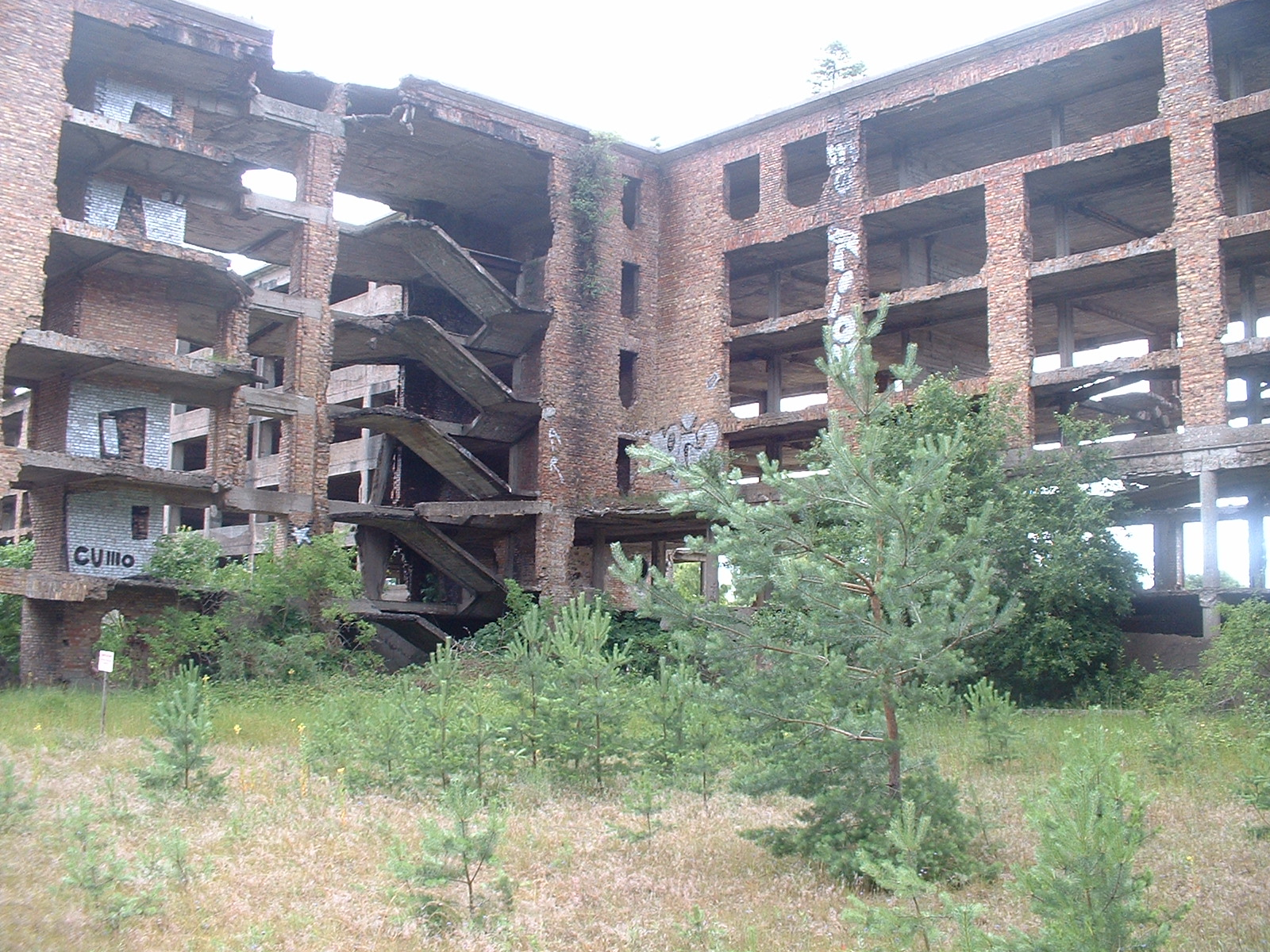
Ruinen bei Prora, in denen bis 1982 Häuserkampf trainiert wurde.

Bis Anfang der 1970er Jahre unterstand die Einheit dem Militärbezirk V. Am 1. Dezember 1971 wurde sie kurz umbenannt in Fallschirmjägerbataillon 2, am 8. November 1972 dann in Fallschirmjägerbataillon 40. Letzteres ging einher mit der Unterstellung unter das Kommando Landstreitkräfte in Potsdam, deren einzige Kampftruppe das FJB-40 war. Sämtliche dem Kommando der LaSK unterstellten Einheiten trugen die Zahl 40 im Namen. Das bedeutete, dass die Truppe zentral geführt wurde und nicht einem einzelnen Truppenkommando (im Kriegsfall der 5. NVA-Armee) unterstand.
Hintergrund war wahrscheinlich ein Mangel. Die Landstreitkräfte der DDR waren unterteilt in zwei Militärbezirke, V Nord und III Süd, die im Kriegsfall je eine Armee zu stellen hatten. Da nicht wie anfangs geplant für beide Bezirke je ein Fallschirmjägerbataillon aufgebaut werden konnte, führte man das bestehende Bataillon zentral. Im Kriegsfall sollte jede Armee, die innerhalb der vereinten Kräfte des Warschauer Paktes gehandelt hätten, je eine Kompanie sowie Teile des FJB erhalten, die dann, nach Einberufung und Zuführung von Reservisten zu einem Fallschirmjägerbataillon aufgewachsen wären. Die dritte FJK war wahrscheinlich für die Gruppierung Mitte in Berlin vorgesehen.
Zwar genügten die vorhandenen Mittel nicht für den Aufbau zweier Bataillone, doch wurde das bestehende in den siebziger Jahren ausgebaut. So erhielt es einen eigenen Zug für die Ausbildung von Unteroffizieren und einen für die Ausbildung von Reservisten. Anfang der siebziger Jahre war die Truppe bereits um einen Sprengtaucherzug ergänzt worden, der später in Aufklärungszug umbenannt wurde.
Ende Winter 1978 gab es im nördlichen Teil beider Teile Deutschlands eine Schneekatastrophe mit zahlreichen Stromausfällen. Das Bataillon wurde als Katastrophenhelfer eingesetzt. Unter anderem mit Hubschraubern und auf Skiern brachten Soldaten Lebensmittel in abgelegene Höfe und Dörfer.
Ab Dezember 1980 wurde die Einheit in Strausberg bei Berlin zur Bewachung der Wohnsiedlung eingesetzt, in der der Minister für Nationale Verteidigung und einige seiner Stellvertreter sowie andere Generale und Offiziere der NVA lebten. Zu den Stellvertretern des Ministers für Nationale Verteidigung, die in dieser frei zugänglichen Wohnsiedlung von Strausberg wohnten, gehörten die Generaloberste Streletz, Goldbach und Reinhold. Das bisher dafür zuständige Wachregiment Hugo Eberlein (WR-2) wurde von dieser Aufgabe entbunden. Grund dafür war, dass der damalige Minister für Nationale Verteidigung, Armeegeneral Heinz Hoffmann, eines der Mitglieder des Politbüros war, welches nicht in Wandlitz lebte und Wert auf Bewachung durch eigene Truppen legte. Den Fallschirmjägern traute man diese Aufgabe zu, auch wenn das eigentlich nicht zu den Aufgaben dieses Truppenteils gehörte.
Um diese Aufgabe bewältigen zu können, bekam das kleine Fallschirmjägertruppenteil eine zusätzliche Kompanie. Die 4. FJK wurde neu aufgestellt und besaß in der Anfangszeit als einzige Kompanie im Truppenteil vier Fallschirmjägerzüge. Da diese nicht ausreichten, um die zusätzliche Aufgabe zu erfüllen, wurden ab 1983 alle Kompanien abwechselnd zur Wache abkommandiert. So wurde jede Fallschirmjägerkompanie alle acht Wochen für zwei Wochen nach Strausberg zur „Sonderwache“ kommandiert. Der Wachrhythmus betrug 48 Stunden. In den zwei wachfreien Tagen wurde in Strausberg und Umgebung intensiv ausgebildet und die Ausbildungsanlagen des Ministeriums für Nationale Verteidigung (Standortschießanlage) sowie die Fallschirmsprungausbildungbasis des Kommandos Luftstreitkräfte genutzt. Die Schwimmausbildung in der Schwimmhalle oder im Straussee, die beide unmittelbar neben den Unterkünften der Fallschirmjäger lagen, wurde intensiviert. Taktik und Nahkampfausbildung wurden in den Wäldern um Strausberg durchgeführt.
1981 begann der Umzug des Truppenteils von Prora auf den Truppenübungsplatz Lehnin bei Potsdam. Dieser galt als einer der am besten ausgebauten Übungsplätze der NVA und hatte Einrichtungen, die es auf Rügen in dieser Form nicht gab. So errichtete man ein Dorf für den Orts- und Häuserkampf und Hubschrauberlandeplätze. Mehr als ein Jahr waren die Soldaten in Behelfsunterkünften untergebracht, bevor die Erweiterungen der Kasernen fertig waren und der Umzug abgeschlossen werden konnte.

### 1986 bis 1991
Ende der achtziger Jahre begann sich in den Streitkräften des Warschauer Pakts der Einfluss des sowjetischen Staatschefs Michail Gorbatschow durchzusetzen. Die militärischen Führungen begannen, ihre Einheiten nicht mehr nur offensiv, sondern vermehrt defensiv auszurichten. Für die Luftsturmtruppen bedeutete dies, dass sie nun auch zum Auffangen durchbrechender gegnerischer Einheiten in der Lage sein sollten.
Gleichzeitig arbeitete man in der NVA weiter an der Umsetzung der sowjetischen Pläne. Ab 1986 konzentrierte sich die Gemeinschaftsausbildung daher auf den kompanieweisen Einsatz im Bataillonsrahmen. Aufgrund der politischen Änderungen im Herbst 1989 wurde diese Entwicklung beendet.
Fast wäre es Herbst 1989 zum einzigen „echten“ Einsatz der Fallschirmjäger gekommen. Der Verband galt der Führung der DDR als politisch besonders zuverlässig. Während der Montagsdemonstrationen im Zuge der Wende wurde er neben weiteren ausgewählten Einheiten der NVA in erhöhter Bereitschaft gehalten. Hierzu wurden, einige Tage vor der angekündigten Montagsdemonstration, mehrere hundert Fallschirmjäger des LstR-40, in Leipzig, in einer für diesen Einsatz zur Verfügung gestellten Kaserne, untergebracht. Dies erfolgte nachts und unter strengster Geheimhaltung. Hier wurden zusätzlich Taktiken und Techniken des Auflösens einer Demonstration, unter Anleitung der sonst hierfür zuständigen Organe, ausgiebig trainiert. Der Verband sollte Polizei und bereitgestellte MfS-Sondereinheiten der Hauptabteilung XXII (Antiterror) verstärken und den Widerstand der Bevölkerung niederkämpfen. Der Einsatzbefehl wurde jedoch nicht erteilt.
Nach dem Mauerfall am 9./10. November 1989 gab es im Verband Willi Sänger ab Dezember 1989 die gleichen Auflösungserscheinungen wie in allen anderen Bewaffneten Organen der DDR. Viele Soldaten fühlten sich missbraucht und nahmen ihren Abschied. Etwa die Hälfte der Fallschirmjäger verließ die Einheit. Trotzdem versuchte die Regimentsführung, den Dienst aufrechtzuerhalten.
Am 31. Januar 1990 wurden erstmals zwei Angehörige der NVA-Fallschirmjäger zu einem Verband des bisherigen „Feindes“ abkommandiert und hospitierten beim Fallschirmjägerbataillon 271 der Bundeswehr in Iserlohn. In den folgenden Monaten gab es immer mehr Kontakte zu ähnlichen Verbänden anderer Länder.
Im September 1990 absolvierten die Soldaten des LStR-40 die letzten Fallschirmsprünge im großen Verband. Außerdem rückte der letzte Jahrgang von Freiwilligen ein. Am 3. Oktober 1990 wurden die Reste der Einheit, wie die gesamte NVA von der Bundeswehr übernommen. Die Grundausbildung der 100 Rekruten erfolgte nun nach Standards der Bundeswehr. Die Bemühungen, die Truppe als luftbeweglichen Verband in das neu gegründete Bundeswehrkommando Ost zu überführen, scheiterten. Nur wenige Fallschirmjäger wurden übernommen und in anderen Einheiten der Bundeswehr eingesetzt. Zwischen Januar und Juni 1991 wurde das Luftsturmregiment 40 aufgelöst.

### Einsätze
Einsätze beschränkten sich auf humanitäre Hilfe im Winter 1978/79 auf der Insel Rügen. Dabei halfen die Soldaten drei Wochen lang, die durch Schneestürme abgeschnittene Dörfer und Gehöfte mit Nahrungsmitteln und Medikamenten zu versorgen und Straßen zu räumen. Gerüchte über Einsätze in Afghanistan während des Afghanistankriegs sind nicht belegt.

### Verdienstvolle Soldaten des Verbands
| Lfd.Nr. | Datum          | Name Dienstrad                  | Bemerkung                                                        |
| ------- | -------------- | ------------------------------- | ---------------------------------------------------------------- |
| 1.      | 12. April 1984 | Oberfähnrich Günther Schmidt    | Als erster NVA-Fallschirmjäger für seinen 1000. Fallschirmsprung |
| 2.      | 1988           | Stabsoberfähnrich Walter Heilek | Auszeichnung mit dem Vaterländischen Verdienstorden – Bronze     |